# Vicky Rosti
Vicky Rosti, nome d'arte di Virve Hannele Rosti (Helsinki, 10 novembre 1958), è una cantante finlandese.

## Carriera
Vicky Rosti vinse nel 1974 una competizione musicale, la Suomen Iskelmälaulumestaruuskilpailut, grazie alla quale fu inserita nel tour estivo di Danny.

## Vita privata
Virve Rosti ha 3 figli e 4 nipoti dalla relazione con il primo compagno, il giurista Jussi Tukia.

## Discografia
- 1975 - Vicky
- 1976 - 1-2-3-4-tulta!
- 1977 - Vickyshow
- 1978 - Tee mulle niin
- 1979 - Oon voimissain
- 1987 - Sata salamaa
- 1992 - Tunnen sen täysillä taas
- 2000 - Sydämeen kirjoitettu
- 2007 - Vicky Rock Vol.1
- 2014 - Pitkästä aikaa